# Okres Pelhřimov
 Okres Pelhřimov (deutsch Bezirk Pilgrams) befindet sich im westlichen Teil der Böhmisch-Mährischen Höhe (Českomoravská vrchovina) in der tschechischen Region Vysočina. Im Hinblick auf seine Naturschönheiten und seine Unberührtheit gehört er zu den meistbesuchten Erholungsorten Tschechiens. Auf 1290 Quadratkilometern leben etwa 73.000 Einwohner, damit hat der Bezirk die geringste Bevölkerungsdichte im Kreis.
Auf dem Gebiet befinden sich die Wasserscheiden zweier europäischer Ströme, der Donau und der Elbe.
Im Bezirk gibt es etwa 13.000 Unternehmen, die dafür sorgen, dass der Bezirk mit 3,7 Prozent die niedrigste Arbeitslosenquote im Kreis hat, allerdings werden hier mit 11.894 Kronen auch die niedrigsten Löhne gezahlt.
Weitläufige Wälder, Teiche, Flüsse und die gebirgige Landschaft machen das Pelhřimover Gebiet zu einem ausgesuchten Erholungsziel. Zu den meistbesuchten Sehenswürdigkeiten gehören
- die Gegend der Talsperre bei Želiv,
- die Umgebung der Trnávka und Křemešník,
- die Teiche Hejlov und Valcha,
- das Tal der Lipice (Lipické údolí),
- die Naturschutzgebiete Křemešník,
- der Teich Pařez,
- das Bachtal bei Dolská myslivna,
- die Moorfelder bei Proseči-Obořišti,
- und der Jankovský-Teich.

## Städte und Gemeinden
Arneštovice, Bácovice, Bělá, Bohdalín, Bořetice, Bořetín Božejov, Bratřice, Budíkov, Buřenice, Bystrá, Cetoraz, Čáslavsko, Častrov, Čejov, Čelistná, Černov, Černovice, Červená Řečice, Čížkov, Dehtáře, Dobrá Voda, Dobrá Voda u Pacova, Dubovice, Důl, Eš, Hojanovice, Hojovice, Horní Cerekev, Horní Rápotice, Horní Ves, Hořepník, Hořice, Humpolec, Chýstovice, Chyšná, Jankov, Ježov, Jiřice, Kaliště, Kámen, Kamenice nad Lipou, Kejžlice, Koberovice, Kojčice, Komorovice, Košetice, Krasíkovice, Křeč, Křelovice, Křešín, Leskovice, Lesná, Lhota-Vlasenice, Libkova Voda, Lidmaň, Litohošť, Lukavec, Martinice u Onšova, Mezilesí, Mezná, Mladé Bříště, Mnich, Moraveč, Mysletín, Nová Buková, Nová Cerekev, Nový Rychnov, Obrataň, Olešná, Ondřejov, Onšov, Pacov, Pavlov, Pelhřimov, Píšť, Počátky, Polesí, Pošná, Proseč, Proseč pod Křemešníkem, Putimov, Rodinov, Rovná, Rynárec, Řečice, Salačova Lhota, Samšín, Sedlice, Senožaty, Staré Bříště, Stojčín, Střítež, Střítež pod Křemešníkem, Svépravice, Syrov, Těchobuz, Těmice, Ústrašín, Útěchovice, Útěchovice pod Stražištěm, Útěchovičky, Včelnička, Velká Chyška, Velký Rybník, Veselá, Věžná, Vojslavice, Vokov, Vyklantice, Vyskytná, Vysoká Lhota, Vystrkov, Zachotín, Zajíčkov, Zhořec, Zlátenka, Želiv, Žirov, Žirovnice